# Вулька-Доманьовська
Вулька-Доманьовська (пол. Wólka Domaniowska) — село в Польщі, у гміні Пшитик Радомського повіту Мазовецького воєводства.
Населення — 51 особа (2011).
У 1975-1998 роках село належало до Радомського воєводства.

## Демографія
Демографічна структура станом на 31 березня 2011 року:
|          | Загалом | Допрацездатний вік | Працездатний вік | Постпрацездатний вік |
| -------- | ------- | ------------------ | ---------------- | -------------------- |
| Чоловіки | 26      | 7                  | 13               | 6                    |
| Жінки    | 25      | 2                  | 12               | 11                   |
| Разом    | 51      | 9                  | 25               | 17                   |